# Marilyn Scott (gospelzangeres)
Marilyn Scott, ook als Mary Deloatch is een voormalige Amerikaanse gospel-, blues- en rhythm-and-blues-zangeres.

## Biografie
Scott nam tussen 1945 en 1951 een reeks gospelnummers op als I'll Ride On a Cloud With My Lord, Rumors of War (Savoy Records) en The New Gospel Street (Regent Records). Onder het pseudoniem Mary Deloath zong ze ook intieme r&b- en bluessongs als Let's Do the Boogiewoogie, die ontstonden tussen 1943 en 1953. Op de single Beer Bottle Boogie/Uneasy Blues (Regent Records) werd ze begeleid door het Johnny Otis-orkest. Haar blueszang oriënteerde zich op de landelijke piedmontblues, haar gospelzang aan Sister Rosetta Tharpe.

## Discografie
- I Got What My Daddy Likes (1988)